# 진공 해
일반 상대성 이론에서 진공 해는 아인슈타인 텐서가 항등적으로 0인 로런츠 다양체이다. 아인슈타인 장 방정식에 따르면, 이는 에너지-운동량 텐서도 동일하게 사라지므로 물질이나 비중력장이 존재하지 않음을 의미한다. 이는 중력장 외에 전자기장도 고려하는 전자진공 해와는 다르다. 진공 해는 에너지-운동량 텐서의 유일한 항이 우주 상수 항인 람다진공 해 과도 다르다(따라서 람다진공은 우주 모델로 간주될 수 있음).
보다 일반적으로 로런츠 다양체의 진공 영역은 아인슈타인 텐서가 사라지는 영역이다.
진공 해는 일반 상대성 이론의 보다 일반적인 정확한 해의 특별한 경우이다.

## 동등한 조건들
리치 텐서가 사라지면 아인슈타인 텐서도 사라진다는 것은 수학적 사실이다. 이는 두 개의 2차 순위 텐서가 일종의 쌍대 관계에 있다는 사실에서 비롯된다. 그들은 서로의 역대각합이다:
{\displaystyle G_{ab}=R_{ab}-{\frac {R}{2}}\,g_{ab},\;\;R_{ab}=G_{ab}-{\frac {G}{2}}\,g_{ab}}
대각합은 {\displaystyle R={R^{a}}_{a},\;\;G={G^{a}}_{a}=-R} .
바일 곡률 텐서와 리치 텐서로 구축된 항의 합으로 리만 곡률 텐서의 리치 분해 에서 세 번째 등가 조건이 도출된다. 바일 및 리만 텐서는 {\displaystyle R_{abcd}=C_{abcd}}과 같다. 일부 지역에서는 진공 지역인 경우에만 가능하다.

## 중력 에너지
{\displaystyle T^{ab}=0}이므로 진공 영역에서는 일반 상대성 이론에 따르면 진공 영역에는 에너지가 전혀 포함되어 있지 않은 것처럼 보일 수 있다. 그러나 중력장은 일을 할 수 있으므로 중력장 자체가 에너지를 가질 것으로 예상해야 하며 실제로 그렇다. 그러나 이 중력장 에너지의 정확한 위치를 결정하는 것은 일반 상대성 이론에서 보편적 중력 상호 작용과 "나머지 모든 것"으로 깔끔하게 분리되는 특성 때문에 기술적으로 문제가 있다.
중력장 자체가 에너지를 가지고 있다는 사실은 아인슈타인 장 방정식의 비선형성을 이해하는 방법을 제공한다. 이 중력장 에너지 자체는 더 많은 중력을 생성한다. (이것은 "중력의 중력" 으로 설명되거나 "중력이 중력을 가한다"라고 말한다.) 이는 태양 외부의 중력장이 뉴턴의 이론에 따른 것보다 일반 상대성 이론에 따라 약간 더 강하다는 것을 의미한다.

## 예
명시적 진공 해의 잘 알려진 예는 다음과 같다.
- 민코프스키 시공간 ( 우주 상수가 없는 빈 공간을 설명함)
- 밀른 모델 (곡률이 없는 빈 우주를 설명하는 EA Milne에서 개발한 모델)
- 슈바르츠실트 진공 (구형 질량 주위의 시공간 기하학을 설명함),
- 커 진공 (회전하는 물체 주위의 형상을 설명),
- 토브-너트 진공 (이상한 특성을 지닌 고립된 물체의 외부 중력장을 설명하는 유명한 반례)
- Kerns–Wild 진공 (Robert M. Kerns 및 Walter J. Wild 1982)(주변의 "거의 균일한" 중력장에 잠겨 있는 슈바르트실트 물체),
- 이중 커 진공 (동일한 회전축을 공유하지만 서스펜션 지점으로 나가는 비물리적 제로 활성 중력 질량 "케이블"에 의해 무한히 제거된 두 개의 Kerr 물체),
- 칸-펜로즈 진공 (칸 및 펜로즈 1971)(간단한 충돌 평면파 모델),
- 오즈바스–슈킹 진공 (또 다른 유명한 반례인 원형 편파 정현파 중력파).
- 카스너 계량 (3차원 이상의 중력 혼돈을 연구하는 데 사용되는 이방성 해).

이들은 모두 아래 나열한 하나 이상의 일반 해들의 족에 속한다.
- 바일 진공 ( 헤르만 바일)(모든 정적 진공 해 ),
- Beck 진공 ( Guido Beck 1925[2] )(모든 원통형 대칭 비회전 진공 해 ),
- Ernst 진공 (Frederick J. Ernst 1968)(모든 고정식 축대칭 진공 해 ),
- 엘러스 진공 ( 위르겐 엘러스 )(모든 원통형 대칭 진공 해 ),
- 세케레시 진공 ( 세케레시 죄르지 )(모든 충돌하는 중력 평면파 모델 계열),
- 가우디 진공 (가우디)(중력파를 사용하여 구성된 우주론 모델),

여기에 언급된 여러 족은 적절한 선형 또는 비선형, 실수 또는 복소 편미분 방정식을 풀어 얻은 해들로, 아마도 놀라운 방식으로 아주 밀접하게 관련되어 있는 것으로 밝혀졌다.
이 외에도 중력 평면파를 포함하는 진공 pp파 시공간도 있다.

## 같이 보기
- 일반상대성이론의 수학적 공식화 입문
- 위상수학적 결함